# Synagoge Gemen (Borken)

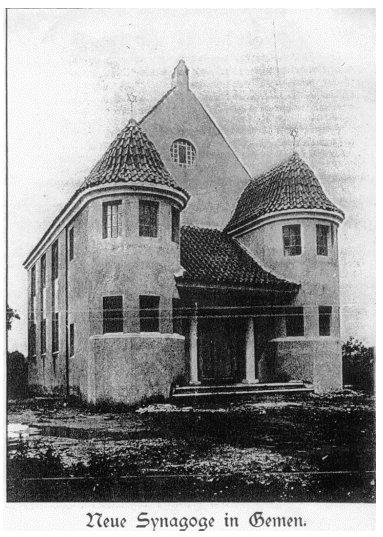
Synagoge in Gemen

Die Synagoge in Gemen, einem Stadtteil von Borken im Kreis Borken in Nordrhein-Westfalen, wurde 1912 errichtet. Die Synagoge befand sich in der Ahauser Straße.

## Beschreibung
Die Synagoge besaß einen überdachten Eingangsbereich, der von zwei vorgezogenen Rundtürmen flankiert wurde. In diesen führten Treppenaufgänge zur Frauenempore. Die Türme wurden jeweils von einem Davidstern bekrönt. Auf der Giebelspitze der Synagoge waren die Gesetzestafeln angebracht. 

## Zeit des Nationalsozialismus
Während der Novemberpogrome 1938 wurde die Synagoge von Nationalsozialisten aus Gemen niedergebrannt. Monate später wurde die Ruine abgerissen.                  

## Gedenken
Seit 1988 erinnert an die jüdische Gemeinde ein Gedenkstein mit der Inschrift: „Wir ließen es geschehen und bedachten nicht die Folgen. Haben wir daraus gelernt? An dieser Stelle wurde am 9./10.November 1938 die Synagoge der jüdischen Gemeinde durch Brandstiftung zerstört. Die Stadt Borken gedenkt ihrer jüdischen Mitbürger, die durch Emigration und Vertreibung, Deportation und Ermordung Opfer der nationalsozialistischen Gewaltherrschaft wurden.“